# Oregon Route 200
Az Oregon Route 200 (OR-200) egy oregoni állami országút, amely észak–déli irányban Douglas megye határától a 99W út monroe-i csomópontjáig halad.
A szakasz Territorial Highway No. 200 néven is ismert.

## Leírás
A szakasz Mill Camptől délre, Douglas- és Lane megyék határán kezdődik. Lorane-t elhagyva a pálya Crow és Veneta felé veszi az irányt, majd a 126-os utat keresztezve Elmira felé halad tovább. Franklin és Cheshire között a 36-os úttal közös szakaszon halad, majd újra észak felé fordul. Az útvonal Monroe-nál, a 99W út csomópontjában ér véget.
A Territorial Highway egyike Oregon legrégebbi útjainak; források legkorábban 1851-ben említik, egy 1947-es periratban pedig Old Territorial Hihgwayként hivatkoztak rá. Az egykori országút maradványa 2002-ben kapta meg a 200-as számot.

## Fordítás
- Ez a szakasz részben vagy egészben  az   Oregon Route 200 című angol Wikipédia-szócikk History című fejezete ezen változatának fordításán alapul.  Az eredeti cikk szerkesztőit annak laptörténete sorolja fel. Ez a jelzés csupán a megfogalmazás eredetét és a szerzői jogokat jelzi, nem szolgál a cikkben szereplő információk forrásmegjelöléseként.